# Leandrinha Du Art
Leandra Duarte, mais conhecida como Leandrinha Du Art (Passos, 28 de março de 1995), é uma influenciadora digital brasileira. Atua como fotógrafa, produtora, blogueira e comunicadora. É militante nas causas das pessoas com deficiência e pessoas LGBT, além de ser colunista do Mídia Ninja. É considerada referência nas redes sociais quanto a gênero e sexualidade.

## Biografia
Leandrinha nasceu em Passos, interior de Minas Gerais, com Síndrome de Larsen [en], uma condição genética rara que afeta o desenvolvimento dos ossos do feto durante a gestação. Pessoas com a condição tendem a nascer com luxações e deslocamentos nos pés, joelhos, quadris ou cotovelos. Devido à má-formação, enfrentava problemas de autoestima durante a adolescência e utilizava roupas mais largas. Por ter sido criada em uma família religiosa, Leandrinha sempre frequentou a igreja. Aos 17 anos, decidiu romper com a religião ao considerar que os conceitos divulgados naquele ambiente eram machistas e por estar explorando sua sexualidade, assumindo-se inicialmente como gay para sua família e, menos de um mês depois, como mulher trans. Com a mesma idade, decidiu parar de fazer as cirurgias relacionadas à Síndrome de Larsen.
Começou a escrever contos eróticos em 2013. Iniciou a carreira na internet em 2015, com postagens no Facebook. Até 2021, teve um blog pessoal, onde divulgava textos como crônicas, contos eróticos e reflexões. Ficou conhecida a partir de 2017, internacionalmente, por suas postagens humorísticas contendo dicas de beleza e de sexualidade, onde mostra seu dia a dia e contraria a ideia de que pessoas com deficiência não têm desejos sexuais. Em 2018, foi candidata a deputada federal pelo Partido Socialismo e Liberdade (PSOL), mas não foi eleita. Em 2019, foi convidada para realizar um discurso na Assembleia Legislativa de São Paulo, onde falou da falta de acessibilidade na instituição. Em 2022, foi destaque ao desfilar pela primeira vez no São Paulo Fashion Week (SPFW).